# Once Upon a Time in Londongrad
Once Upon a Time in Londongrad är en brittisk dokumentärserie från 2022 som hade premiär den 31 maj 2022. Första säsongen består av sex avsnitt och är regisserad av Jed Rothstein. Serien släpptes på Viaplay den 21 september 2023.

## Handling
Serien kretsar kring 14 olösta mordfall där den gemensamma nämnaren är Kreml. Serien studerar hur Storbritannien blev beroende av ryska pengar och vilka effekter som det grav upphov till.

## Rollista (i urval)
- Heidi Blake